# ألكسندر سكوتلاند
ألكسندر بيترسون سكوتلاند (1882–1965) كان ضابطا في الجيش البريطانيّ والاستخبارات.
لوحظَ سكوتلاند لعمله في الحرب العالميّة الثانية ضابطًا لـ«قفص لندن»، وكان أسير حرب في ثكنة حربية كانت متّهمة بالتعذيب. كتب عن هذه الفترة من حياته في كتابه الصادر عام 1957 المسمّى «قفص لندن».

## النشأة والعمل
وُلِد سكوتلاند في إنكلترا لأبوين إسكتلنديين من إقليم بيرثشاير. كان أبوه مهندس سكك حديديّة. ونما في عائلة من تسعة أولاد، ثلاث بنات وستّة بنين. ترك سكوتلاند المدرسة وهو ابن أربعة عشر عامًا، وعمل أجيرا في متجر شاي في Mincing Lane، في لندن، ثمّ أبحر إلى أستراليا قبل أن يعود إلى إنكلترا حيث عمل في الخضراوات والفواكه في لندن.
في مذكراته عام 1957 المسماة قفص لندن، كتب: «ربما لأني كان لي عدّة أعمام وعمّات وأقارب آخرين يسكنون خارج البلاد، ركّز عقلي منذ سنٍّ صغيرة على فكرة العمل عبر البحار، وقبل أن أبلغ العشرين بلغ مني هذا الدافع إلى السفر ما أراد».
سافر سكوتلاند إلى جنوب إفريقيا بنيّة الالتحاق بالجيش البريطانيّ، لأنّ أخاه الذي كان يخدم هناك وعده أن يلحقه في وحدته العسكرية. ومع ذلك فقد انتهت حرب البوير في وقت وصوله. ثم عمل بعد ذلك لشركة تأمين قبل أن يعود إلى الخضراوات وتجارة المُؤَن. عاش في مدينة رامونزدريفت، على الحدود بين جنوب إفريقيا وجنوب إفريقيا الغربي الذي كانت تحكمه ألمانيا. أصبحت القوات الألمانيّة أول زبائنه، وتعلّم أن يتكلم الألمانية بطلاقة.
وبدعوة من ضابط ألماني، التحق سكوتلاند بالجيش الألماني بصفته إسكتلنديًّا. في كتابه قفص لندن ذكر أنه شارك في عدّة معارك مع الخويخوئيين، ثمّ شارك في الانتفاضة ضدّ الحكّام الألمان في جنوب إفريقيا الغربي. خدمَ في الجيش الألمانيّ من 1903 إلى 1907.
عند عودته إلى كيب تاون، عَيّن مدير مستعمرة كيب تاون (وهو الدكتور ليندر ستار جيمسون) سكوتلاند المدير العام لمركز التجارة الحكومية في رامونزدريفت. جعل هذا التعيين سكوتلاند صاحب نفوذ في القوات البريطانية والألمانية والخويخوئية، وأصبح مشاركا في محادثات وقف إطلاق النار مع القائد الخويخوئيّ يوهانس كريستيان. أعطي سكوتلاند جائزة ترتيب النسر الأحمر لقاءَ خدماته.
وفي ذلك الوقت بدأ سكوتلاند سرّيًّا نقل معلومات القوى العاملة الألمانية ومعلومات أخرى إلى الاستخبارات البريطانية في كيب تاون «ولوكلاء بذيئين في زياراتهم لي بين الحين والآخر في مركزي التجاري».
مع الوقت، شكّ الألمان فيه، ولكن لم يفعلوا شيئا، واستمرّ هو في عمله مع الطرفين حتى عام 1914، حين حبسه الألمان بتهمة التجسس. سُجِن في سجن ويندهوك حتى 6 من يوليو عام 1915، عندما سيطرت قوات الإمبراطورية البريطانية على المنطقة. وعاد إلى إنكلترا بعد إطلاق سراحه.[6] وبعد عودته رفع قضية خاسرة في محكمة العدل العالية في لندن، محاولًا استرداد راتب منعه إيّاه صاحب العمل عندما كان محبوسًا.

## الحرب العالمية الأولى
عام 1915 عزم سكوتلاند على العمل في مجال الاستخبارات في إنكلترا. وبعد أن رُفِض في البداية، قُبِل في فنادق سلك تدريب ضبّاط البلاط. وأرسل إلى فرنسا بالبريد وتسلّم تفويضا بصفة ملازما ثانيا في يوليو 1916. وكُلِّف في فرنسا باستجواب الأسرى الألمان.
في كتابه قفص لندن، ذكر سكوتلاند أنه استعمل ألمانيته الطليقة ومعرفته بالجيش الألماني ليجمع من الأسرى الألمان المعلومات. ليحدد القوة العاملة في الجيش الألماني مثلا، طلب ضبّاط الصفّ الألمان إلى السجون ليستطلع حالة جنودهم الصحية وأعمارهم. كان الهدف معرفة هل يعيد الجيش الألماني الجنود المصابين إلى العمل أم يستعمل شبابا لا خبرة لهم بسبب القصور في القوة البشرية.
في ربيع عام 1918 قام سكوتلاند بثلاث رحلات سرية خلف الخطوط الألمانية في بيفرلو، وهي مدينة في فلاندرس حيث أتاحت الثغرات الانتقال إلى بلجيكا التي كان يحتلها الألمان. تظاهر سكوتلاند أنه ألماني رحّالة من جنوب إفريقيا الغربي الألماني آنذاك. وبتزكية من ألماني كان يعرفه من جنوب إفريقيا، وجد سكوتلاند عملا مدنيا في الجيش الألماني، فجمع المعلومات الاستخباراتية بالحديث مع الجنود الألمان. هرب سكوتلاند إلى إنكلترا بعد أن اشتبه به ضابط صف ألماني.
ترك سكوتلاند الخدمة العسكرية عام 1919 برتبة نقيب، التي وصفها في كتابه أنها أعلى رتبة في سلك الاستخبارات. عُيّن سكوتلاند ضابط الترتيب في الإمبراطورية البريطانية، في 1 يناير عام 1919 في مجموعة من المُكرَّمين برتبة الشرف «لخدمات قيّمة مرتبطة بالعمليات العسكرية قدّمها في فرنسا وفلاندرس».

## الحرب العالمية الثانية و«الأقفاص»
بعد الحرب العالمية الأولى، عاد سكوتلاند إلى جنوب إفريقيا الغربي وحصل هنالك على ما وصفه في كتابه بـ«عمل متنقل مع شركة تجارية مشهورة». وأتى به هذا إلى أمريكا الجنوبية حيث عمل بين عامل 1927 و1933. وعندما كان في أمريكا الجنوبية، قال إنه أجرى تحقيقات دقيقة عن المجتمعات الألمانية في تلك البلاد. عاد سكوتلاند إلى إنكلترا عام 1933 ورحل إلى ألمانيا عدة رحلات في السنين التالية. وفي إحدى رحلاته إلى ألمانيا عام 1937 قال أنه التقى أدولف هتلر في بيت صديق في ميونخ، وتناقشا في جنوب إفريقيا الغربي.
وفي بواكير عام 1940 استُدْعي سكوتلاند إلى الواجب العسكري. يقول في كتابه قفص لندن أنّه كُلِّف رائدًا وأُرسل إلى فرنسا في مارس، ولكن التقارير الرسمية تقول أنه كُلّف ملازمًا ثانيا في أبريل. وعُيّن في قوّة المشاة البريطانية في فرنسا التي كُلّف فيها بتنظيم مراكز استجواب أسرى الحرب، وتعليم الضبّاط كيفية التعامل مع الأسرى واستجوابهم. وجد أن القوات البريطانية غير مجهّزة للتعامل مع أسرى الحرب، إذ كان الطاقم المكلّف بمثل هذه المهام يتألف من كتّاب وصحفيين لبعضهم معرفة بالعمل الأمني ولكن ليس لأحد منهم تدريب أو معرفة بالاستخبارات العسكرية. عاد سكوتلاند إلى إنكلترا بعد إخلاء دونكيرك بشهر، وفي يوليو 1940 نُقِل إلى سلك الاستخبارات.
بعد عودته إلى إنكلترا عُيّن سكوتلاند على رأس قسم استجواب أسرى الحرب PWIS. وأُسِّسَ «قفص» لاستجواب الأسرى في كل منطقة عسكرية، يديرها ضبّاط درّبهم سكوتلاند. يُرسَل الأسرى إلى معسكرات الاعتقال بعد استجوابهم في الأقفاص. أُسِّست تسعة أقفاص من جنوب إنكلترا إلى إسكتلندا، من بينها قفص لندن الذي كان «معسكر عبور هام» أيضا. تنوّعت الأقفاص بمرافقها. استعمل قفص دونكاستر جزءًا من مضمار المدينة (مضمار الخيل) وجعله معسكرا، في حين كانت أقفاص كاتريك ولفبرو في حقول خاوية. وقفص لندن الواقع في منطقة معروفة في المدينة، كان في مكان لستّين أسيرا ويديره عشرة ضبّاط تحت أمر سكوتلاند، واثنا عشر ضابط صف كانوا يعملون في الاستجواب والترجمة. وكان جنود الأمن مختارين من أفواج عناصر الأمن «على أساس أطوالهم لا على أساس عقولهم». لم يذكر سكوتلاند بالتفصيل الأعمال الحريبة لأي من الأقفاص، ولا حتّى القفص المسمّى قفص لندن، في مذكّراته المسماة قفص لندن.

## تحقيقات جرائم الحرب
بعد الحرب صار قسم استجواب أسرى الحرب معروفا باسم وحدة تحقيق جرائم الحرب، وأصبح قفص لندن من مراكز استجواب المشتبه بهم في جرائم الحرب. وكان من بين مجرمي الحرب النازية في قفص لندن فريتز نوخلن، الذي قاد عملية قتل مئة أسير بريطاني كانوا قد استسلموا في لو بارادايس في فرنسا في مايو 1940. أُدين نوخلن وعُلّقت مشنقته في 1949.
تكلم في كتابه قفص لندن سكوتلاند باستخفاف عن المعاملة المختلفة لمجرمي الحرب النازيين، وعن ضرورة محاكمتهم بسرعة. شارك سكوتلاند في استجواب جن كورت مير، المتهم بمذبحة بحق القوات الكندية. حُكم على ميَر بالموت بعد ذلك، ولكن الحكم لم يُنفّذ. لاحظ سكوتلاند أن مير تلقى معاملةً أحسن بعد أن فترَ ذكر فظائعه. وذكر أن مسؤولا نازيا اسمه جاكوب سبورنبرغ كان مسؤولا عن مقتل 46 ألف يهوديا في بولندا حتى نهاية الحرب، ولكنّ بولندا لم تحاكمه وصرفت النظر عن الأدلة الوثائقية على جرائمه، بسبب كره البولنديين لليهود. ومع ذلك فقد أدين سبورنبرغ وشُنق في النهاية في بولندا عام 1952.
وكان من مجرمي الحرب النازيين الآخرين الذين مروا بقفص لندن سِب دييترش، وهو قائد شرطة اتُّهِم ولكن لم يحاكم قطّ لقتل أسرى بريطانيين عام 1940. شارك سكوتلاند في التحقيق في أمر هذا الرجل ورجال من الجيستابو قتلوا 41 أسيرًا هاربا من ستالاغ لوفت الثالثة عام 1944، ما أثار بعد ذلك ما صار يسمّى «الهروب الكبير». أُغلق قفص لندن عام 1948.
في 14 فبراير عام 1946 كُرِّم بالنجمة البرونزية للولايات المتحدة الأمريكية لعمله في استجواب الأسرى، وتعزيزا للشراكة بين الولايات المتحدة والمملكة المتحدة. وسُمح له رسميا بقبول هذه الميدالية «الأجنبية» في 25 سبتمبر عام 1947.